# 張勳復辟職官
張勳復辟職官列出1917年張勳復辟时期的中央及地方主要職官。

## 中央职官
- 政務總長：張勳（7月1日授）
- 內閣議政大臣：張勳、王士珍、陳寶琛、梁敦彥、劉廷琛、袁大化、張鎮芳（以上均7月1日授，張勳、张镇芳7月8日開缺[1]）
- 參預政務大臣：馮國璋、陸榮廷（以上均7月2日授）
- 內閣閣丞：萬繩栻、胡嗣璦（以上均7月1日授）
- 外務部
  - 尚書：梁敦彥（7月1日授）
  - 左侍郎：李經邁（7月2日授）
  - 右侍郎：高而謙（7月2日授）
  - 左丞：辜汤生（7月2日授）
  - 右丞：謝介石（7月2日授）
  - 左参议：程经世（7月2日授）
  - 右参议：刘洪禧（7月2日授）
- 民政部
  - 尚書：朱家寶（7月1日授，未到任前吴炳湘署理）
  - 左丞：吳籛孫（7月7日授）[1]
  - 右丞：吴敬修（7月7日授）[1]
  - 左侍郎：吴炳湘（7月2日授）
  - 右侍郎：张志潭（7月2日授）
- 度支部
  - 尚書：张镇芳（7月1日授；7月8日開缺，以左侍郎杨寿枏暂代[1]）
  - 左侍郎：杨寿枏（7月2日授）
  - 右侍郎：黄承恩（7月2日授，7月8日開缺[1]）
  - 左丞：曾习经（7月2日授）
  - 右丞：李經野（7月2日授）
  - 左参议：吴学廉（7月7日授）
  - 右参议：宋名璋（7月7日授）
- 陆军部
  - 尚書：雷震春（7月1日授；7月8日開缺，以陆锦暂代[1]）
  - 左侍郎：田文烈（7月2日授，未到任前陆锦署理）
  - 右侍郎：崔祥奎（7月2日授）
  - 左丞：陆锦（7月4日授）
  - 右丞：劉恩源（7月4日授）
  - 左参议：吴兆毅（7月4日授）
  - 右参议：韓運章（7月4日授）
- 海军部
  - 尚書：萨镇冰（7月2日授）
- 学部
  - 尚書：沈曾植（7月2日授）
  - 左侍郎：李瑞清（7月2日授）
  - 右侍郎：陳曾壽（7月2日授）
  - 左丞：章梫（7月2日授）
  - 右丞：黎湛枝（7月2日授）
- 法部
  - 尚書：劳乃宣（7月2日授）
  - 左侍郎：江庸（7月2日授）
  - 右侍郎：王乃徵（7月2日授）
- 農工商部
  - 尚書：李盛铎（7月2日授）
  - 左侍郎：钱能训（7月2日授）
  - 右侍郎：趙椿年（7月2日授）
  - 左丞：（空缺）
  - 右丞：顧瑗（7月2日授）
- 邮传部
  - 尚書：詹天佑（7月2日授，未到任，由左侍郎陳毅暫代，至7月6日由梁敦彥兼署）
  - 左侍郎：阮忠枢（7月2日授）
  - 右侍郎：陈毅（7月2日授）
  - 左丞：梁用弧（7月5日授）
  - 右丞：劳之常（7月5日授）
- 理藩部
  - 尚書：貢桑諾爾布（7月2日授）
  - 左侍郎：达寿（7月3日授）
  - 右侍郎：顾瑗（7月3日授）
- 参谋部
  - 大臣：王士珍（7月1日授）
  - 副大臣：蒋作宾（7月2日授）
- 弼德院
  - 院长：徐世昌（7月1日授）
  - 副院长：康有为（7月1日授）
  - 顾问大臣：岑春煊、趙爾巽、陈夔龙、呂海寰、鄒嘉來、張英麟、鐵良、吴郁生、馮煦、朱祖谋、胡建樞、安維峻、王寶田（以上均7月4日授）[1]
- 都察院
  - 都御史：張曾敭（7月2日授）
  - 副都御史：胡思敬、溫肅（以上均7月2日授）
- 內務府
  - 內務府大臣：熙彥（7月6日兼管内务府大臣事务）[1]

- 法制局
  - 局长：方樞（7月5日授）[1]
- 詮敘局
  - 局长：郭則澐（7月5日授）[1]
- 統計局
  - 局长：吳廷燮（7月5日授）[1]
- 印鑄局
  - 局长：吳笈孫（7月5日授）[1]

- 步军统领衙门
  - 统领：江朝宗（7月2日授）
- 盐务署
  - 督办：张镇芳（7月6日兼）
  - 署长：李思浩（7月2日授，7月6日嚴璩署理[1]）
  - 盐务稽核所總辦：嚴璩（7月6日授）[1]
- 全国烟酒事务处
  - 督办：钮传善（7月2日授）
- 京师巡警总厅
  - 厅丞：吴炳湘（7月2日兼署）
- 京师税务处
  - 监督：江朝宗（7月2日兼管）
- 京师军警总执法处
  - 督办：李進才（7月3日授）
- 税务处
  - 督办稅務大臣：孫寶琦（7月6日授）
  - 帮办稅務大臣：蔡廷幹（7月6日授）
- 中國銀行
  - 监督：張茂炯（7月6日授）[1]
  - 副监督：曹銳（7月6日授）[1]

- 忠勇亲王：張勳（7月1日封）[1]
- 一等公：黎元洪（7月1日封）[1]
- 太傅：徐世昌（7月4日授）[1]
- 大学士：瞿鸿禨、升允（7月2日授）[1]
- 協辦大學士：張人駿、周馥（7月4日授）[1]

## 地方职官
- 直隶
  - 直隸總督兼北洋大臣：張勳（7月1日授，7月8日開缺[1]）
  - 直隶巡抚：曹錕（7月1日授）
  - 直隶提督：陈光远（7月3日授）
  - 直隶布政使：李庆璋（7月2日授）
  - 馬蘭鎮總兵：熙彥（7月5日授）[1]
- 两江
  - 两江总督兼南洋大臣：冯国璋（7月1日授）
  - 江苏巡抚：齊耀琳（7月1日授）
  - 江北提督：王廷楨（7月1日授）
  - 江南提督：卢永祥（7月1日授）
  - 长江水师提督：张敬尧（7月1日授）
  - 江西巡撫：李纯（7月1日授）
- 两广
  - 兩廣總督：陸榮廷（7月1日授）
  - 廣東巡撫：陈炳焜（7月1日授）
  - 广东水师：龙济光（7月2日授）
  - 廣西巡撫：谭浩明（7月1日授）
- 安徽
  - 安徽巡撫衙門：倪嗣冲（7月1日授）
- 山东
  - 山东巡抚：張懷芝（7月1日授）
- 山西
  - 山西巡抚：阎锡山（7月1日授）
- 河南
  - 河南巡撫：赵倜（7月1日授）
- 湖南
  - 湖南巡抚：谭延闿（7月1日授）
  - 湖南提督：吴光新（7月2日授）
- 湖北
  - 湖北巡抚：王占元（7月1日授）
- 浙江
  - 浙江巡抚：杨善德（7月1日授）
  - 浙江提督：范国璋（7月3日授）
- 福建
  - 福建巡抚：李厚基（7月1日授）
  - 福建提督：蔡成勳（7月3日授）
- 云南
  - 雲南巡撫：唐繼堯（7月1日授）
- 贵州
  - 貴州巡撫：劉顯世（7月1日授）
- 新疆
  - 新疆巡抚：楊增新（7月1日授）
- 甘肃
  - 甘肅巡撫：張廣建（7月1日授）
  - 甘肃提督：马安良（7月4日授）
  - 固原提督：馬福祥（7月4日授）
- 东三省
  - 東三省總督：张作霖（7月11日授）[1]
  - 奉天巡抚：张作霖（7月1日授）
  - 吉林巡抚：孟恩远（7月1日授）
  - 黑龙江巡抚：許蘭洲（7月1日署）[1]
- 四川
  - 四川巡撫：劉存厚（7月1日授）
- 陕西
  - 陝西巡撫：陈树藩（7月1日授）
- 热河
  - 热河都统：桂题（7月1日授）
- 察哈尔
  - 察哈尔都统：田中玉（7月1日授）
- 绥远
  - 绥远都统：王丕煥（7月1日署）[1]
- 顺天府
  - 顺天府府尹：王达（7月2日授）

## 其他
- 陆军部副都统：李進才（7月3日授）[1]
- 陆军第十三师师长：刘金标（7月3日授）[1]
- 陆军第十三师步队第二十五旅旅长：李得胜（7月3日授）[1]

### 引用
1. 1 2 3 4 5 6 7 8 9 10 11 12 13 14 15 16 17 18 19 20 21 22 23 24 25 26 27 28 29  商公泽，张勋策动丁巳复辟失败经过，天津文史资料选辑1985年第31辑；钱实甫，北洋政府职官年表，上海：华东师范大学出版社，1991年